# Bridgewater (Maine)
Bridgewater ist eine Town im Aroostook County des Bundesstaates Maine in den Vereinigten Staaten. Im Jahr 2020 lebten dort 532 Einwohner in 302 Haushalten auf einer Fläche von 100,9 km².

## Geographie
Nach dem United States Census Bureau hat Bridgewater eine Gesamtfläche von 100,93 km², von der 100,49 km² Land sind und 0,44 km² aus Gewässern bestehen.

### Geographische Lage
Die Stadt liegt im Osten des Aroostook County an der Grenze zu Kanada. Auf dem Gebiet der Town befinden sich mehrere kleinere Seen, zu diesen gehören der Portland Lake im Südosten und im Nordosten der Packard Lake und der Whitehead Lake. Der Oromocto River verläuft durch den Nordosten der Town in südöstliche Richtung. Er mündet in den Saint John River. Die Oberfläche der Town ist eben, die höchste Erhebung ist der 238 m hohe Estabrook Hill.

### Nachbargemeinden
Alle Entfernungen sind als Luftlinien zwischen den offiziellen Koordinaten der Orte aus der Volkszählung 2010 angegeben.
- Norden: Blaine, 3,1 km
- Osten: Wilmot, New Brunswick, Kanada, 26,4 km
- Süden: Monticello, 3,6 km
- Westen: Unorganized Territory von Central Aroostook, 40,7 km

### Stadtgliederung
In Bridgewater gibt es mehrere Siedlungsgebiete: Boundary, Bridgewater, Bridgewater Center (ehemaliger Standort des Postamtes), Bridgewater Corner, Snow Settlement und Sugar Hill.

### Klima
|                       | Jan   | Feb   | Mär  | Apr  | Mai  | Jun  | Jul  | Aug  | Sep  | Okt  | Nov  | Dez   |   |      |
| Mittl. Tagesmax. (°C) | −5,4  | −3,1  | 2,6  | 9,9  | 18,1 | 23,4 | 25,8 | 24,6 | 19,5 | 12,3 | 4,6  | −2,4  | ⌀ | 10,9 |
| Mittl. Tagesmin. (°C) | −17,8 | −16,5 | −9,7 | −2,3 | 3,5  | 9,1  | 11,8 | 10,6 | 6,1  | 1,0  | −4,2 | −12,9 | ⌀ | −1,7 |
|                       |       |       |      |      |      |      |      |      |      |      |      |       |   |      |
| Niederschlag (mm)     | 80    | 62    | 74   | 79   | 93   | 92   | 104  | 100  | 93   | 96   | 107  | 92    | Σ | 1072 |
|                       |       |       |      |      |      |      |      |      |      |      |      |       |   |      |
| Regentage (d)         | 10    | 7     | 9    | 10   | 12   | 11   | 12   | 11   | 10   | 11   | 11   | 10    | Σ | 124  |

| −17,8 |

| −16,5 |

| −9,7 |

| −2,3 |

| 3,5 |

| 9,1 |

| 11,8 |

| 10,6 |

| 6,1 |

| 1,0 |

| −4,2 |

| −12,9 |

| −17,8 |

| −16,5 |

| −9,7 |

| −2,3 |

| 3,5 |

| 9,1 |

| 11,8 |

| 10,6 |

| 6,1 |

| 1,0 |

| −4,2 |

| −12,9 |

Die mittlere Durchschnittstemperatur in Bridgewater liegt zwischen −11,6 °C im Januar und 18,8 °C im Juli. Damit ist der Ort gegenüber dem langjährigen Mittel im Winter um etwa 4 Grad, im Sommer um etwa 0,5 Grad kühler als das Mittel des Bundesstaates Maine. Die tägliche Sonnenscheindauer liegt am unteren Rand des Wertespektrums der USA. In der Wintersaison zwischen Oktober und April fallen im Durchschnitt 224,3 cm Schnee, wobei die Spitzenwerte bei 51,8 cm im Dezember und 56,4 cm im Januar liegen.

## Geschichte
Der nördliche Teil von Bridgewater wurde durch den Massachusetts General Court als Grant an die Bridgewater Academy und der südliche Teil an die Portland Academy gegeben. Benannt wurde Bridgewater nach der gleichnamigen Stadt in Massachusetts. Am 2. März 1858 wurde Bridgewater zur Town erklärt.
Durch den nördlichen Teil der Town fließt der Presque Isle River, in diesen mündet der westwärts fließende Whitney Brook. An der Mündungsstelle befindet sich eine kleine Ansiedlung, hier befanden sich auch ein Sägewerk und eine Schrotmühle. Eine Brücke an dieser Stelle war etwa 500 m lang und komplett aus Zedernholz gebaut.
In der Town gab es weitere Sägewerke, ein Postamt, eine Gerberei, eine Stärkefabrik, eine Dampfmühle und eine Buchweizenmühle. Der Boden ist dort, wo er nicht felsig oder kiesig ist, nur leicht lehmig, so dass der Anbau einer großen Varietät von Früchten und Getreide möglich ist. Weizen, Hafer, Gerste, Buchweizen und Kartoffeln wurden angebaut. Außerdem gab es Obstbäume und Beerensträucher, deren Früchte bis zur Prohibition in einer nahen Brennerei verarbeitet wurden. Die Einnahmen aus Pachtzinsen wurden anteilig zwischen Bridgewater und Portland Academy aufgeteilt, während über eventuelle Bodenverkäufe zunächst allein der General Court, später das Town Council entscheiden konnte.
Im Zentrum von Bridgewater befindet sich die Bridgewater Town Hall and Jail ein im National Register of Historic Places unter der Nummer 89002339 geführtes Gebäude. Dieses Gebäude, errichtet im viktorianischen Stil, wurde als Town Hall mit Regierungsfunktionen, als Sitz sozialer Organisationen und für öffentliche Veranstaltungen genutzt. Heute ist es ein Museum.

### Einwohnerentwicklung
| Volkszählungsergebnisse - Town of Bridgewater, Maine | Volkszählungsergebnisse - Town of Bridgewater, Maine | Volkszählungsergebnisse - Town of Bridgewater, Maine | Volkszählungsergebnisse - Town of Bridgewater, Maine | Volkszählungsergebnisse - Town of Bridgewater, Maine | Volkszählungsergebnisse - Town of Bridgewater, Maine | Volkszählungsergebnisse - Town of Bridgewater, Maine | Volkszählungsergebnisse - Town of Bridgewater, Maine | Volkszählungsergebnisse - Town of Bridgewater, Maine | Volkszählungsergebnisse - Town of Bridgewater, Maine | Volkszählungsergebnisse - Town of Bridgewater, Maine |
| Jahr                                                 | 1800                                                 | 1810                                                 | 1820                                                 | 1830                                                 | 1840                                                 | 1850                                                 | 1860                                                 | 1870                                                 | 1880                                                 | 1890                                                 |
| ---------------------------------------------------- | ---------------------------------------------------- | ---------------------------------------------------- | ---------------------------------------------------- | ---------------------------------------------------- | ---------------------------------------------------- | ---------------------------------------------------- | ---------------------------------------------------- | ---------------------------------------------------- | ---------------------------------------------------- | ---------------------------------------------------- |
| Einwohner                                            |                                                      |                                                      |                                                      |                                                      |                                                      |                                                      | 491                                                  | 605                                                  | 722                                                  | 946                                                  |
| Jahr                                                 | 1900                                                 | 1910                                                 | 1920                                                 | 1930                                                 | 1940                                                 | 1950                                                 | 1960                                                 | 1970                                                 | 1980                                                 | 1990                                                 |
| Einwohner                                            | 1179                                                 | 1238                                                 | 1212                                                 | 1235                                                 | 1267                                                 | 1279                                                 | 999                                                  | 895                                                  | 742                                                  | 647                                                  |
| Jahr                                                 | 2000                                                 | 2010                                                 | 2020                                                 | 2030                                                 | 2040                                                 | 2050                                                 | 2060                                                 | 2070                                                 | 2080                                                 | 2090                                                 |
| Einwohner                                            | 612                                                  | 610                                                  | 532                                                  |                                                      |                                                      |                                                      |                                                      |                                                      |                                                      |                                                      |

## Kultur und Sehenswürdigkeiten

### Bauwerke
In Bridgewater wurde ein Bauwerk unter Denkmalschutz gestellt und ins National Register of Historic Places aufgenommen.
- Bridgewater Town Hall and Jail, 1990 unter der Register-Nr. 89002339.[11]

## Wirtschaft und Infrastruktur

### Verkehr
Durch Bridgewater führt der U.S. Highway 1, der sich nach Norden in Richtung Fort Fairfield und Presque Isle und nach Süden in Richtung Houlton fortsetzt. An der Station Street befand sich ein Personenbahnhof. Die hier vorbeiführende Bahnstrecke Brownville–Saint-Leonard ist jedoch stillgelegt und dient heute einem Rad- und Wanderweg, dem Bangor-Aroostook Trail. Der nächstgelegene Flughafen mit Linienflugangebot befindet sich in Presque Isle.

### Öffentliche Einrichtungen
Bridgewater besitzt keine eine eigene Bücherei. In dem nördlichen Teil der Doppelstadt Mars-Hill befindet sich die WTA Hansen Memorial Library in Mars-Hill.
Es gibt in Bridgewater kein Krankenhaus oder eine andere medizinische Einrichtung. Das nächstgelegene Krankenhaus für die Bewohner der Town findet sich in Presque Isle.

### Bildung
Bridgewater gehört mit Mars Hill, Fort Fairfield und dem nicht mehr eigenständigem E-Township zum AOS 99 - Mid County School System